# Caenopsis formaneki
Caenopsis formaneki é uma espécie de insetos coleópteros polífagos pertencente à família Curculionidae.
A autoridade científica da espécie é Leonhard, tendo sido descrita no ano de 1912.
Trata-se de uma espécie presente no território português.